# クイズ トキハカネナリ
『クイズ トキハカネナリ』は日本テレビ系列で2012年と2013年に放送された特別番組である。MCは関ジャニ∞の村上信五。

## 概要
芸能人が「チームゴールド」と「チームシルバー」の2チームに分かれて対戦するクイズ番組。
賞金に比例する時間をやりくりしながらクイズに挑み、より多くの賞金を確保したチームの勝利となる

## 出演者
MC
- 村上信五（関ジャニ∞）

## 放送日時
| 回数  | 放送日時                  | 解答者 |
| ----- | ------------------------- | --- |
| 第1回 | 2012年7月7日13:30 - 14:30 | 藤本敏史（FUJIWARA）、春日俊彰（オードリー）、篠山輝信、中田敦彦（オリエンタルラジオ）、矢口真里、SHELLY                             |
| 第2回 | 2013年4月1日24:28 - 25:23 | 大久保佳代子（オアシズ）、大槻義彦、ケンドーコバヤシ、芹那、平愛梨、高橋茂雄（サバンナ）、田中卓志（アンガールズ）、デヴィ・スカルノ |

## ルール

### 第1回
3対3で対戦。
1stステージ 強欲なる砂時計
チームの代表者1人が、巨大な砂時計型のカプセルに覆われた解答席に座って、出題されるクイズに答える。
クイズ開始と同時に砂時計の蓋が開き、頭上にある100万円分の1円玉が砂時計の底部へと流れていく。約2分30秒で全て流下する前に5問正解して、蓋は閉じる事ができれば、上部に残した1円玉分の賞金を2ndステージに持ち越す事ができる。
各チーム、分解された漢字を合体させてできる二字熟語を答える「バラバラ熟語クイズ」と、歌詞に含まれる言葉からその曲のタイトルを答える「歌詞連想クイズ」にそれぞれ1回、計2回挑戦。
2ndステージ 裏切りの大時計
ステージ開始前に、両チームには1stチームから持ち越してきた賞金＋50万円が与えられる（100万円を超過した場合、超過分はFinalステージの賞金に繰り越される）。
各チーム、交互に1人ずつ、残りの持ち時間を示す巨大な時計の秒針部分に腹ばいになって、出題されるクイズに答える。
出題前に、代表者以外の2人は1ポイント問題か2ポイント問題を選択。2ポイント問題は1ポイント問題よりも難しくなっている。そして問題が先にその2人のみに伝えられるので、1秒1万円で制限時間を購入する。
制限時間購入を終えたら、改めて代表者にクイズを出題（問題は、複数ある正解の中から3個答える問題または共通テーマに沿った3問全てに正解する問題のどちらか）。チームの仲間が購入した制限時間以内に正解できればクリア、問題に応じたポイントが加算される。なお、正解・不正解に関わらず制限時間購入に費やした賞金は戻ってこない。
途中で賞金を全て使い果たした場合は、失格。
相手チームより先に5ポイント獲得したチームが勝利となり、残した賞金を賭けてFinalステージに進む。
Finalステージ 一画千金
出題された問題の図に一画を書き足して、正解を導き出す。クイズ開始と同時に100万円分の賞金タイマーが1秒1万円で減少。賞金が0円になる前に正解できれば、タイマーに残っている分＋2ndステージから繰り越した賞金を獲得。0円になった場合はFinalステージ失敗で、全額没収。

### 第2回
4対4で対戦。
各チーム、交互に1人ずつ、巨大なルーレット上にある解答席に座って、出題されるクイズに答える。
1回戦ごとに、チームには100万円分の賞金を支給。代表者以外の3人は、まず3枚のカードの中から1枚をめくって、出題される問題を決定。カードには、「事前に同じ問題に答えたサンプル」「そのサンプルが正解するまでにかかった時間」「問題ジャンル（5枚の画像に映っているものを答える「常識問題」またはパズル問題に答える「ひらめき問題」）」の3点が記されており、それらを参考に1秒1万円で制限時間を購入。残した分が、その問題を正解できた際の賞金となる。
制限時間購入を終えたら、改めて代表者にクイズを出題。チームの仲間が購入した制限時間以内に正解できればクリア、同じく彼らが残した分の賞金が加算される。
これを全5回戦行い（5回戦のみ、賞金が2倍に増える）、合計金額が多かったチームが賞金獲得を賭けたボーナスステージへ進出。
ボーナスステージ「100秒分配リレークイズ」
まず、4人の回答順を決め、更に100秒の制限時間を4人に分配する。
4人に対して、正解が複数ある問題を出題。自分に分配された制限時間が無くなるまで何回でも答えることができ、4人合わせて7個正解できればクリア、5回で獲得した合計金額の2倍の賞金を獲得。
正解が6個以下の場合や、自分の番で1個も正解を挙げる事ができなかった人が出た場合は失敗、全額没収。

## スタッフ
第2回（2013年4月1日）
- 構成：カツオ、加藤淳一郎、デーブ八坂
- ナレーション：垂木勉、菅谷大介（日本テレビアナウンサー）
- TM：江村多加司
- SW：蔦佳樹
- CAM：荻野高康
- LD：小笠原雅登
- MIX：宮内貞
- VE：三山隆浩
- 美術：高野泰人
- デザイナー：北村春美
- 大道具：滝沢陽介
- 電飾：樋口巧
- 特効：栗原寛享
- メイク：林朋香
- 音効：林正貴（ふなや）
- EED：永岡大輔
- MA：山田克之
- CG：森三平
- イラスト：タイムライン
- TK：長坂真由美
- 技術協力：NiTRo
- 美術協力：日テレアート
- 編成：小島友行
- 広報：明比雪
- デスク：宮沢薫
- 進行：大屋真梨子
- AD：飛田一充／戸谷志帆梨、太田智章、成田秀彰
- ディレクター：藤村潤／吉田真紗記、武石一也、徳武真人
- プロデューサー：秋山健一郎／天笠ひろ美、永井英樹、筒井梨絵
- 企画・演出：増田雄太
- 制作協力：THE WORKS、AX-ON
- チーフプロデューサー：鈴江秀樹
- 製作著作：日本テレビ